# Teresa Torańska
Teresa Sławomira Torańska (n. 1 ianuarie 1944, Vaŭkavysk⁠(d), RSS Bielorusă, URSS – d. 2 ianuarie 2013, Varșovia, Polonia) a fost o jurnalistă și scriitoare poloneză. Ea este cunoscută mai ales pentru monografia premiată Oni (Ei).

## Biografie
Teresa Torańska s-a născut la 1 ianuarie 1944 în Wołkowysk (aflat din 1945 în Belarus), care se afla pe atunci pe teritoriul celei de-a Doua Republici Polonezi ocupat apoi de către Uniunea Sovietică. După cel de-al Doilea Război Mondial, ea a absolvit Facultatea de Drept a Universității din Varșovia. A lucrat ca jurnalistă la popularul săptămânal polonez Kultura în anii 1970 și apoi de-a lungul următorilor zece ani la revista literară a emigranților polonezi Kultura paryska, interzisă în Polonia comunistă și publicată la Paris, Franța. Cartea Ei (în poloneză:Oni) a fost un bestseller care a făcut să fie comparată cu Oriana Fallaci ca intervievator. Stilul ei de intervievare a fost cel mai bine demonstrat prin expunerea de către ea în fața camerei de filmat a generalului Wojciech Jaruzelski, dictatorul comunist al Poloniei. În anii 1990 Torańska a realizat două programe de televiziune pentru Telewizja Polska (TVP): unul socio-politic „Teraz Wy” (Acum) și altul istoric „Powtórka z PRL-u” (Amintiri din PRL). Torańska a scris scenariul filmului documentar Dworzec gdanski (Gara principală din Gdańsk), regizat de Maria Zmarz-Kozanowicz. Filmul, care a avut premiera în 2007, a relatat povestea evreilor polonezi care au forțați să părăsească Polonia, după criza politică din martie 1968.
Înainte de moartea ei, în 2013, ea a colaborat la cel de-al doilea cotidian ca tiraj din Polonia, Gazeta Wyborcza, publicând interviuri cu cele mai importante personalități politice poloneze.

Torańska a fost, probabil, cel mai bine cunoscută pentru cartea premiată Ei (Oni), publicată în Statele Unite ale Americii de HarperCollins.
| “ | Această carte, care nu a putut fi publicată în Polonia (doar în samizdat), conține interviuri realizate în perioada 1981-1984 cu cinci foști lideri comuniști polonezi (Edward Ochab, Jakub Berman, Roman Werfel, Stefan Staszewski și Julia Minc, soția lui Hilary Minc) care au avut funcții de conducere în cadrul sistemului stalinist din Polonia în anii 1944-1956. Amintirile și declarațiile lor sincere, stârnite de întrebările tăioase ale unei jurnaliste talentate, dezvăluie în mod remarcabil atât mentalitatea lor de staliniști loiali (încă loiali, în cea mai mare parte, în ciuda tuturor evenimentelor ulterioare), cât și situația politică și luptele ideologice din acea perioadă, inclusiv evenimentele dramatice din 1956. — John C. Campbell, Foreign Affairs, Fall 1987. | ” |

Teresa Torańska a murit în mod neașteptat pe 2 ianuarie 2013, după o boală îndelungată, la doar o zi după cea de-a 69-a aniversare. A fost înmormântată pe 9 ianuarie 2013 în Cimitirul Militar Powązki.

## Lucrări
- Widok z dolu (Vedere de jos) (reportaje), Iskry; ediția I (1980), 162 p., ISBN: 978-83-207-0236-1
- Oni (Ei), HarperCollins Publishers (mai 1988), 384 p., tradusă de Agnieszka Kolakowska, ISBN: 978-0-06-091493-6 (paperback, hardcover)
- My (Noi), Oficyna Wydawnicza MOST; ediția I (1994), 295 p., ISBN: 978-83-85611-23-3, publicat, de asemenea, ca e-book
- Byli (Au fost) (reportaje), Świat Książki, Varșovia, 2006, 318 p., ISBN: 83-247-0246-6 (hardcover)
- Są - Rozmowa o dobrych uczuciach (Sunt - Conversație despre sentimente bune), Świat Książki, Varșovia, 2007, 288 p. ISBN: 978-83-247-0791-1 (hardcover)
- Dworzec gdański (Gara centrală din Gdańsk), documentar regizat de Maria Zmarz-Kozanowicz, Polonia 2007
- Jesteśmy (Noi suntem), Świat Książki – Bertelsmann Media, Varșovia, 2008, ISBN: 978-83-247-1027-0
- Śmierć spóźnia się o minutę (Moartea ere un minut întârziere), Biblioteka Gazety Wyborczej, Varșovia, 2010, ISBN: 978-83-268-0049-8

## Premii
- În anul 2000 Teresa Torańska a primit premiul Ksawery Pruszyński al PEN Club-ului polonez pentru cartea Ei.
- Torańska a fost primul beneficiar al premiului anual Barbara Łopieńska pentru cel mai bun interviu de presă, primit în 2005 pentru o conversație cu Wojciech Jaruzelski.